# Mondén
Mondén je plemeno holuba domácího, které patří mezi nejtěžší holubí plemena vůbec. Byl vyšlechtěn jako masné plemeno s užitkovostí v intenzivních chovech a podílel se na vzniku mnoha dalších farmových plemen. Chová se na celém světě. V seznamu plemen EE a tudíž i v českém vzorníku plemen náleží mezi užitkové holuby, neboli holuby tvaru, a to pod číslem 0006.
Je to pták velkého tělesného rámce s širokou a hlubokou hrudí. Tělo je vodorovně nesené, čímž se mondén odlišuje od podobného kinga, který má horní linii těla do U. Hlava je lehká a poměrně malá, celá postava mondéna i jeho nohy jsou krátké. Toto plemeno prakticky nelétá a hodí se do voliérových chovů.
Zbarvení peří se na výstavách hodnotí až na posledním místě, důležité jsou tělesné tvary. Snad i proto je počet barevných a kresebných rázů mondénů malý. Nejčastějším barevným rázem je bílý, černý, červený a červeně plavý, dále žlutý, modrý kapratý, modrý černopruhý, modrý bělouš a černá a červená straka.